# AXIAL
AXIAL (analyse et conception de système d'information assistées par logiciels) est une méthode d'analyse, de conception et de gestion de projet initialement utilisée dans le monde IBM.
Issue de l'analyse systémique, la méthode AXIAL est une méthode qui a été concurrente de la méthode Merise.